# Rudolf Katzer
Rudolf Katzer (1888, data de morte desconhecida) foi um ciclista de pista alemão, que participou nos Jogos Olímpicos de Londres 1908.
Com seus companheiros de equipe, Karl Neumer, Max Götze e Hermann Martens, conquistou a medalha de prata na perseguição por equipes. Também competiu nos 660 jardas, na corrida de 5000 metros e nos 20 quilômetros, sendo que em todas foi eliminado na primeira volta. Katzer competiu nos 100 quilômetros, mas não foi capaz de terminar a corrida.